# Pallacanestro Cantù
Maillots
Le Pallacanestro Cantù ou Mapooro Cantù est un club italien de basket-ball de la ville de Cantù. il possède un palmarès européen prestigieux avec deux victoires en Coupe des clubs champions en 1982 et 1983, quatre victoires en 1973, 1974, 1975 et 1991 en Coupe Korać - compétition dont il détient le record de victoires - et quatre victoires en Coupe des Coupes en 1977, 1978, 1979 et 1981.

## Histoire
Cantù remporte le premier titre de son histoire en remportant le championnat d'Italie de 1968 - le titre est alors désigné à l'issue d'un championnat regroupant douze équipes - sous la direction de Borislav Stanković.
le club du Pallacanestro Cantù connait ses heures de gloires dans les années 1970 et 1980. Sous la direction du président Aldo Allievi, arrivé en 1969, le club développe une politique de formation et accueille les meilleurs jeune du pays au sein d'un collège. La Lombardie domine alors le basket-ball italien avec Pallacanestro Varese, Olimpia Milan, clubs qui se trouvent respectivement à 66 et 48 km. 
Cantù brille également sur la scène européenne et remporte son premier trophée avec la Coupe Korać de l'année 1973 en battant en finale le club belge du Racing Basket Antwerp. La même saison Varese remporte la coupe européenne la plus prestigieuse avec la Coupe des Champions. Cantù remporte les deux éditions suivantes de la Coupe Korać, face au Partizan Belgrade puis au FC Barcelone. Cette même année 1975, Cantù remporte son deuxième titre de champion d'Italie à l'issue d'un deuxième tour disputé sous la forme d'un championnat regroupant huit équipes : il devance Varese et Milan.
Après une défaite en demi-finale de la Coupe des Champions face à Varese l'année suivante, le club enrichit son palmarès européen en reportant trois coupe des Coupes, face à KK Radnički Belgrade, Virtus Bologne et Den Bosch. En 1980, c'est Varese qui met un terme à cette série de victoires dans cette compétition en s'imposant en finale, disputée à Milan, sur le score de 82-82 puis 90-88, ce dernier score étant établi à l'issue de prolongation. Cantù remporte son quatrième trophée dans cette compétition en s'imposant 86 à 82 face à Barcelone lors de l'édition suivante. 
Le titre de champion d'Italie, obtenu en finale au Sinudyne Bologne, permet à Cantù de disputer la coupe des champions l'année suivante. Le club lombard est opposé au Maccabi Tel-Aviv, tenant du titre européen et qui dispute sa troisième finale consécutive. En l'emportant sur le score de 86 à 80, Cantù remporte sa première victoire dans la plus prestigieuse compétition de clubs en Europe. Il conserve son titre européen l'année suivante dans une finale qui oppose deux clubs de Lombardie : après avoir affronté Varese en finale de la coupe des coupes en 1980, Cantù est cette fois confronté à Milan. La finale, disputée à Grenoble, voit Cantù s'imposer de un point.
Après une participation au tour final de la coupe des champions l'année suivante, Cantù doit attendre 1989 pour disputer une nouvelle finale européenne: le club échoue face au Partizan Belgrade en Coupe Korać. deux ans plus tard, Cantù s'impose dans cette même compétition face au Real Madrid sur le score de 73-71 puis 95-93.
Le club connait ensuite des moments plus difficile, évoluant deux saisons au niveau inférieur. Revenu dans l'élite, Cantù dispute trois finales de coupe d'Italie en 1997 face à la Virtus Bologne, 2003 face au Benetton Trévise et 2011 face au Mens Sana Siena. Le club remporte une Supercoupe d'Italie en 2003 - lors de la saison 2003-2004 - face à Trévise.
En novembre 2015, Dmitri Gerasimenko, un homme d'affaires russo-ukrainien, devient propriétaire majoritaire du club. À partir de fin 2018, en proie à des difficultés financières, Gerasimenko cherche à vendre ses parts. Il revend le club en février 2019 et laisse 1,6 million d'euros de dettes. Le club est repris par un consortium italo-américain.
Le club est relégué en Serie A2, la deuxième division, à l'issue de la saison 2020-2021.

## Anciens joueurs
- Jeff Brooks
- Denham Brown
- Greg Brunner
- Gerald Fitch
- Mike Green
- Manuchar Markoishvili
- Donnie McGrath
- Michel Morandais
- Shawnta Rogers
- Giorgi Shermadini
- Theron Smith
- Jonathan Tabu
- Laurence Ekperigin
- Herve Toure
- Alex Tyus
- Eric Williams
- Lamayn Wilson
- DaShaun Wood

## Palmarès

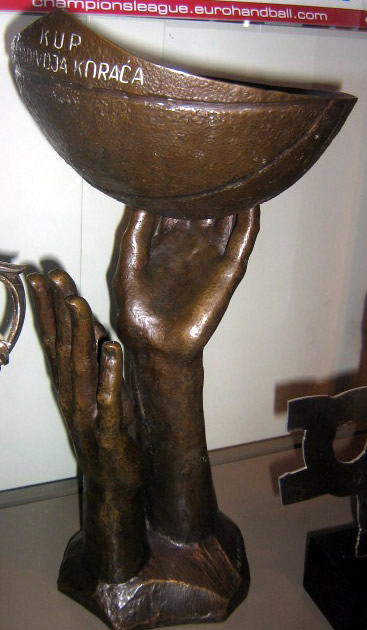
Trophée de la Coupe Korać

### Trophées
Les trophées internationaux remportés sont :
- Coupe des clubs champions 1982, 1983
- Coupe Korać 1973, 1974, 1975, 1991
- Finaliste de la Coupe Korać 1989
- Coupe des Coupes 1977, 1978, 1979, 1981
- Finaliste de la Coupe des Coupes 1980
- Coupe intercontinentale 1975, 1982

Cantù remporte également des trophées en Italie :
- Championnat d'Italie 1968, 1975, 1981
- Supercoupe d'Italie 2003, 2012[3]
- Finaliste de la coupe d'Italie 1997, 2003, 2011

### Bilan par saison
| Saison    | Championnat | Championnat | Championnat          | Championnat | Championnat                                        | Coupe Italie                | SuperCoupe Italie           | Participation européenne  | Participation européenne |
| Saison    | Division    | Bilan       | Class.               | Bilan       | Playoffs                                           | Coupe Italie                | SuperCoupe Italie           | Compétition               | Résultat                 |
| --------- | ----------- | ----------- | -------------------- | ----------- | -------------------------------------------------- | --------------------------- | --------------------------- | ------------------------- | ------------------------ |
| 1954-1955 | A           | 8-14        | 11e                  |             |                                                    |                             |                             |                           |                          |
| 1956-1957 | A           | 7-15        | 10e                  |             |                                                    |                             |                             |                           |                          |
| 1957-1958 | A           | 12-10       | 6e                   |             |                                                    |                             |                             |                           |                          |
| 1958-1959 | A           | 13-9        | 5e                   |             |                                                    |                             |                             |                           |                          |
| 1959-1960 | A           | 12-10       | 6e                   |             |                                                    |                             |                             |                           |                          |
| 1960-1961 | A           | 12-10       | 4e                   |             |                                                    |                             |                             |                           |                          |
| 1961-1962 | A           | 14-8        | 4e                   |             |                                                    |                             |                             |                           |                          |
| 1962-1963 | A           | 14-12       | 5e                   |             |                                                    |                             |                             |                           |                          |
| 1963-1964 | A           | 14-12       | 4e                   |             |                                                    |                             |                             |                           |                          |
| 1964-1965 | A           | 12-10       | 4e                   |             |                                                    |                             |                             |                           |                          |
| 1965-1966 | A           | 12-10       | 5e                   |             |                                                    |                             |                             |                           |                          |
| 1966-1967 | A           | 11-11       | 5e                   |             |                                                    |                             |                             |                           |                          |
| 1967-1968 | A           | 18-4        | 1e Champion d'Italie |             |                                                    |                             |                             |                           |                          |
| 1968-1969 | A           | 11-11       | 6e                   |             |                                                    | Huitième de finale          |                             | Coupe des clubs champions | Tour de quart de finale  |
| 1969-1970 | A           | 11-11       | 6e                   |             |                                                    | Huitième de finale          |                             |                           |                          |
| 1970-1971 | A           | 16-6        | 3e                   |             |                                                    | Demi-finale                 |                             |                           |                          |
| 1971-1972 | A           | 18-4        | 3e                   |             |                                                    | Demi-finale                 |                             |                           |                          |
| 1972-1973 | A           | 21-5        | 3e                   |             |                                                    | Demi-finale                 |                             | Coupe Korać               | Vainqueur                |
| 1973-1974 | A           | 22-4        | 3e                   |             |                                                    | Quart de finale             |                             | Coupe Korać               | Vainqueur                |
| 1974-1975 | A1          | 22-4        | 2e                   | 12-2        | Champion d'Italie 1er Poule championnat            |                             |                             | Coupe Korać               | Vainqueur                |
| 1975-1976 | A1          | 17-5        | 2e                   | 9-5         | 3e Poule championnat                               |                             |                             | Coupe des clubs champions | Demi-finale              |
| 1976-1977 | A1          | 15-7        | 3e                   | 6-3         | Demi-finale (1-2 face Sinudyne Bologne)            |                             |                             | Coupe des coupes          | Vainqueur                |
| 1977-1978 | A1          | 17-5        | 2e                   | 6-3         | Demi-finale (1-2 face Sinudyne Bologne)            |                             |                             | Coupe des coupes          | Vainqueur                |
| 1978-1979 | A1          | 16-10       | 3e                   | 0-2         | Quart de finale (0-2 face Arrigoni Rieti)          |                             |                             | Coupe des coupes          | Vainqueur                |
| 1979-1980 | A1          | 18-8        | 5e                   | 4-3         | Finale (0-2 face Sinudyne Bologne)                 |                             |                             | Coupe des coupes          | Finaliste                |
| 1980-1981 | A1          | 22-10       | 3e                   | 6-3         | Champion d'Italie (2-1 face Sinudyne Bologne)      |                             |                             | Coupe des coupes          | Vainqueur                |
| 1981-1982 | A1          | 19-13       | 4e                   | 1-2         | Quart de finale (1-2 face Sinudyne Bologne)        |                             |                             | Coupe des clubs champions | Vainqueur                |
| 1982-1983 | A1          | 21-9        | 4e                   | 3-3         | Demi-finale (1-2 face Pallacanestro Banco Roma)    |                             |                             | Coupe des clubs champions | Vainqueur                |
| 1983-1984 | A1          | 18-12       | 4e                   | 2-3         | Demi-finale (0-2 face Simac Milano)                | Quart de finale             |                             | Coupe des clubs champions | Tour final               |
| 1984-1985 | A1          | 16-14       | 6e                   | 3-2         | Quart de finale (1-2 Berloni Torino)               | Huitième de finale          |                             | Coupe Korać               | Tour de quart de finale  |
| 1985-1986 | A1          | 22-8        | 2e                   | 4-4         | Demi-finale (0-2 face Mobilgirgi Caserta)          | Quart de finale             |                             |                           |                          |
| 1986-1987 | A1          | 21-9        | 2e                   | 2-2         | Demi-finale (0-2 face Mobilgirgi Caserta)          | Quart de finale             |                             | Coupe Korać               | Tour de quart de finale  |
| 1987-1988 | A1          | 20-10       | 3e                   | 2-3         | Demi-finale (0-2 face Tracer Milano)               | Quart de finale             |                             | Coupe Korać               | Tour de quart de finale  |
| 1988-1989 | A1          | 17-13       | 10e                  | 1-2         | Huitième de finale (1-2 face Arimo Bologna)        | Quart de finale             |                             | Coupe Korać               | Finaliste                |
| 1989-1990 | A1          | 19-11       | 3e                   | 2-3         | Demi-finale (0-2 face A.Ranger Varese)             | Quart de finale             |                             |                           |                          |
| 1990-1991 | A1          | 17-13       | 6e                   | 3-3         | Quart de finale (1-2 face Knorr Bologna)           | Quart de finale             |                             | Coupe Korać               | Vainqueur                |
| 1991-1992 | A1          | 19-11       | 5e                   | 3-2         | Quart de finale (1-2 face Knorr Bologna)           | Quart de finale             |                             | Coupe Korać               | Demi-finale              |
| 1992-1993 | A1          | 17-13       | 5e                   | 4-2         | Demi-finale (0-2 face Knorr Bologna)               | Quart de finale             |                             | Coupe Korać               | Demi-finale              |
| 1993-1994 | A1          | 11-19       | 12e                  | 5-5         | 3e Play out                                        | Quart de finale             |                             | Ligue des champions       | 1er tour                 |
| 1994-1995 | A2          | 23-11       | 3e                   | 5-5         | Finale (2-3 face Blu Club Milano)                  | Huitième de finale          |                             |                           |                          |
| 1995-1996 | A2          | 25-7        | 1e                   | 6-0         | Accession en A1 (3-0 face Pall. Reggiana R.Emilia) | Seizième de finale          |                             |                           |                          |
| 1996-1997 | A1          | 12-14       | 8e                   | 2-3         | Quart de finale (0-3 face Benetton Trevise)        | Finaliste                   |                             |                           |                          |
| 1997-1998 | A1          | 9-17        | 10e                  | 1-2         | Huitième de finale (1-2 face Fontanafredda Siena)  | Huitième de finale          |                             |                           |                          |
| 1998-1999 | A1          | 10-16       | 8e                   | 0-2         | Huitième de finale (3-4 face Termal Imola)         | Huitième de finale          |                             | Coupe d'Europe            | Huitième de finale       |
| 1999-2000 | A1          | 10-20       | 15e                  |             |                                                    |                             |                             |                           |                          |
| 2000-2001 | A1          | 12-22       | 16e                  |             |                                                    |                             |                             |                           |                          |
| 2001-2002 | A           | 27-9        | 4e                   | 5-3         | Demi-finale (2-3 face Skipper Bologna)             | Quart de finale             |                             |                           |                          |
| 2002-2003 | A           | 25-9        | 3e                   | 1-3         | Quart de finale (1-3 face Skipper Bologna)         | Finaliste                   |                             |                           |                          |
| 2003-2004 | A           | 20-14       | 6e                   | 0-3         | Quart de finale (0-3 face Benetton Trevise)        | Demi-finale                 | Vainqueur                   |                           |                          |
| 2004-2005 | A           | 22-12       | 5e                   | 0-3         | Quart de finale (0-3 face Armani J. Milano)        | Demi-finale                 |                             | Coupe ULEB                | 1er tour                 |
| 2005-2006 | A           | 12-22       | 14e                  |             |                                                    |                             |                             | FIBA EuroCup              | 2e tour                  |
| 2006-2007 | A           | 17-17       | 8e                   | 0-3         | Quart de finale (0-3 face Montepaschi Siena)       |                             |                             |                           |                          |
| 2007-2008 | A           | 17-17       | 7e                   | 1-3         | Quart de finale (1-3 face Lottomatica Roma)        |                             |                             |                           |                          |
| 2008-2009 | A           | 14-16       | 9e                   |             |                                                    | Quart de finale             |                             |                           |                          |
| 2009-2010 | A           | 17-11       | 4e                   | 3-5         | Demi-finale (0-3 face Montepaschi Siena)           | Quart de finale             |                             |                           |                          |
| 2010-2011 | A           | 22-8        | 2e                   | 7-5         | Finaliste (1-4 face Montepaschi Siena)             | Finaliste Montepaschi Siena |                             | Eurocoupe                 | 1er tour                 |
| 2011-2012 | A           | 21-11       | 3e                   | 2-3         | Quart de finale 2-3 face à Pesaro                  | Finaliste Montepaschi Siena | Finaliste Montepaschi Siena | Euroligue                 | Top 16                   |
| 2012-2013 | A           | 17-13       | 7e                   | 7-7         | Demi finale 3-4 face à Rome                        | Quart de finale Rome        | Vainqueur Montepaschi Siena | Euroligue                 | Premier tour             |

## Personnalités historiques

### Joueurs
Pierluigi Marzorati, considéré comme l'un des meilleurs meneurs du basket-ball européen - il détient le record de sélection en équipe d'Italie et est élu au FIBA Hall of Fame en 2007 - est le joueur totalisant le plus de points pour le club de Cantù avec 8 657 points. Il détient également les records du nombre de passes, 1 201, et d'interceptions avec 1 139. Il est également le deuxième rebondeur de l'histoire du club avec 1 664 prises. Ces records s'expliquent également par sa grande fidélité au club : il est le joueur ayant disputé le plus de parties avec celui avec 693.
Marzorati évolue durant sa carrière avec deux autres personnalités historiques du club : Carlo Recalcati, qui évolue en tant que joueur durant la période 1962-1979 - 434 rencontres en 17 saisons, troisième total du club - puis occupe le poste d'entraîneur de 1984 à 1990. Le second est Antonello Riva, deuxième total de nombre disputé avec 484 et deuxième marqueur de l'histoire du club avec 8 492.

### Entraineurs
Arnaldo Taurisano est l'entraîneur qui dirige le plus de rencontre du club de Cantù avec 288 rencontres de championnat disputées en dix saisons, avec un total de 208 victoires, record du club dont il est également le possesseur. Il est également l'entraîneur possédant le meilleur pourcentage de victoire avec 72,2 %.
Deux entraîneurs sont désignés meilleur entraîneur du championnat depuis la saison 1993-1994 : Stefano Sacripanti en 2002, puis Andrea Trinchieri à deux reprises, en 2010 et 2011.
| Nom       | Période            |
| --------- | ------------------ |
| 1954-1955 | Larry Strong       |
| 1956-1958 | Isidoro Marsan     |
| 1958-1960 | Gianni Corsolini   |
| 1960-1962 | Vittorio Tracuzzi  |
| 1962-1965 | Gianni Corsolini   |
| 1965-1966 | Arnaldo Taurisano  |
| 1966-1969 | Borislav Stanković |
| 1969-1979 | Arnaldo Taurisano  |
| 1979-1982 | Valerio Bianchini  |
| 1982-1983 | Giancarlo Primo    |
| 1983-1984 | Gianni Asti        |
| 1984-1990 | Carlo Recalcati    |
| 1990-1993 | Fabrizio Frates    |

| Nom         | Période             |
| ----------- | ------------------- |
| 1993-1994   | Antonio Díaz-Miguel |
| 1993-1994   | Bruno Arrigoni      |
| 1994-       | Giancarlo Sacco     |
| 1995-1996   | Bruno Arrigoni      |
| 1995-1997   | Gianfranco Lombardi |
| 1997        | Virginio Bernardi   |
| 1997-1998   | Massimo Magri       |
| 1998-1999   | Fabrizio Frates     |
| 1999-2000   | Franco Ciani        |
| 2000-2007   | Stefano Sacripanti  |
| 2007-2009   | Luca Dalmonte       |
| 2009-2013   | Andrea Trinchieri   |
| 2013-2015   | Stefano Sacripanti  |
| 2018-2019   | Ievgueni Pachoutine |
| depuis 2019 | Nicola Brienza      |